# Sacrifice (TNA)
Sacrifice è stato uno degli eventi in pay per view (PPV) della federazione di wrestling Total Nonstop Action (TNA) realizzato nel mese di maggio fino al 2012 e che nel 2014 fu anticipato ad aprile. Tutte le edizioni sono state realizzate nella Impact Zone di Orlando in Florida. 

Tutti gli eventi dal 2005 al 2012 furono trasmessi in PPV mentre l'evento del 2016 fu trasmesso dall'emittente Pop Tv.

## Edizioni in PPV
| # | Evento           | Data           | Città            | Arena       | Main Event |
| - | ---------------- | -------------- | ---------------- | ----------- | --- |
| 1 | Sacrifice (2005) | 14 agosto 2005 | Orlando, Florida | Impact Zone | Jeff Jarrett e Rhino vs. Raven e Sabu in un Tag Team match                                                                                 |
| 2 | Sacrifice (2006) | 14 maggio 2006 | Orlando, Florida | Impact Zone | Christian Cage (c) vs. Abyss in un Full Metal Mayhem match per il NWA World Heavyweight Championship                                       |
| 3 | Sacrifice (2007) | 13 maggio 2007 | Orlando, Florida | Impact Zone | Christian Cage vs. Kurt Angle vs. Sting in un Three Way match per incoronare il primo TNA World Heavyweight Champion                       |
| 4 | Sacrifice (2008) | 11 maggio 2008 | Orlando, Florida | Impact Zone | Samoa Joe (c) vs. Kaz vs. Scott Steiner in un Three Way match per il TNA World Heavyweight Championship                                    |
| 5 | Sacrifice (2009) | 24 maggio 2009 | Orlando, Florida | Impact Zone | Mick Foley (c) vs. Jeff Jarrett vs. Kurt Angle vs. Sting in un Four Way Ultimate Sacrifice match per il TNA World Heavyweight Championship |
| 6 | Sacrifice (2010) | 16 maggio 2010 | Orlando, Florida | Impact Zone | Rob Van Dam (c) vs. A.J. Styles per il TNA World Heavyweight Championship                                                                  |
| 7 | Sacrifice (2011) | 15 maggio 2011 | Orlando, Florida | Impact Zone | Sting (c) vs. Rob Van Dam per il TNA World Heavyweight Championship                                                                        |
| 8 | Sacrifice (2012) | 13 maggio 2012 | Orlando, Florida | Impact Zone | Bobby Roode (c) vs. Rob Van Dam in un Ladder match per il TNA World Heavyweight Championship                                               |
| / | 2013             |                |                  |             | Evento non realizzato |
| 9 | Sacrifice (2014) | 27 aprile 2014 | Orlando, Florida | Impact Zone | Eric Young (c) vs. Magnus per il TNA World Heavyweight Championship                                                                        |
|   |                  |                |                  |             | Note riassuntive di tutte le edizioni (c) = campione in carica al momento dell'inizio del match                                            |

## Edizioni successive
| # | Evento                             | Data          | Città            | Arena       | Main Event                                                                                      |
| - | ---------------------------------- | ------------- | ---------------- | ----------- | ----------------------------------------------------------------------------------------------- |
| 1 | Impact Wrestling: Sacrifice (2016) | 19 marzo 2016 | Orlando, Florida | Impact Zone | Mike Bennett vs. Ethan Carter III in un No disqualification match                               |
|   |                                    |               |                  |             | Note riassuntive di tutte le edizioni (c) = campione in carica al momento dell'inizio del match |